# Irci
Irci su narod keltske grane Indoeuropljana nastanjen u Irskoj (oko 4 500 000), te znatno više u prekomorskim državama, poglavito SAD-u. 

## Ime i porijeklo
Irci sebe nazivaju Muintir na hÉireann = ili  'narod Irske' . Nazivaju se i Gaoidhil, odnosno Geli, što je ime keltskim plemenima Irske koja su govorila jezikom goídelskim ili staroirskim jezikom. Ovi narodi, prema  'Knjizi osvajanja'  (Lebor Gabála Érenn), potječu od mitskog plemena Tuatha Dé Danann (narodi božice Danu). Ova plemena, po svoj prilici gelska, doveo je na otok njihov prvi vođa Nuada Airgetlám, preotevši ga od naroda Fir Bolg, možda plemena poznatih kao Belgi (Belgae). Tuatha Dé Danann su sa sobom donesli kamen sudbine-Lia Fail, koji su položili na humak Tara ili, kako ga Geli zovu, Temair koje je za njih predstavljalo sveto mjesto gdje obitavaju bogovi i na kojemu su u stara vremena okrunjena 142 irska kralja. Ovi Firbolgi bili su 4. val naseljenika u Irsku koje su dovela petorica braće Slainge, Rudraige, Gann, Genann i Sengann. Iz nekog razloga, dojedrili su u tri skupine koje su prozvane imenima Fir Bolg (prozvani po kožnim torbama), Fir Domnann i Fir Gaileon. Petorica braće zauzela su područja današnjih provincija Míde, Ulster, Leinster, Munster i Connaught. Zemlja u koju su došli prethodno je bila naseljena nekim plemenom Nemed (treći val naseljenika), za koje se kaže da su došli iz Skitije blizu Grčke, ali ih je napao neki ratoborni narod Fomhoire (Fomoraig, Faoi-Mhuir), koji su podrijetlom bili iz sjeverne Afrike ili Azije. Prema mitu, Fomhoire (Fomori) su bili jednoruka, jednooka i jednonoga čudovišta s magičnim moćima, a po pričama Lebor Gabala Erenna, osim ovih čudovišta, plemena Nemed, Fir-Bolg i Tuatha Dé, svi su govorili istim jezikom. Nakon što su Tuatha Dé stigli u Irsku, zaratiše s plemenom Fir Bolg na Magh Tuiredhu (anglizirano u Moytura). Tek što ih poraziše, izazovali su ih na dvoboj Fomhoire. Druga bitka odvijala se u okrugu Roscommon, a postala je poznata kao druga bitka na Magh Tuiredhu, u kojoj poraziše njihovog velikog ratnika i vrača Balora, zvanog i  'Balor Zlo oko' . Ime ovog mitskog junaka održalo se još među govornicima irskog jezika, pa se za urokljivo oko kaže Súil Bhaloir.
Posljednji val u naseljavanju predvodi Ériu (Erin, Eirenn, Eirinn, Eire), čije će ime pjesnik Amairgin sačuvati od zaborava jer će postati imenom jedne nove države i naroda, Irske i Iraca. Ériu je predvodila narod Milesijance (Gaedhal ili Gele),  'sinove Milove' . Ona je bila kći Fiachna mac Delbaetha (otac) i majke Ernmas. Muž joj je bio Mac Greine, sin boga Oghme (fomorske rase),  nazivan i 'Grianainech' ili sunčani.

## Drevna plemena
Kroz mitsku povijest Irske nižu se rase za rasom koje ratuju i miješaju se. Prva osoba koja se spominje da je došla na tlo Irske bio je 
- 1: Fintan koji je doveo i žene Cessair, Lot, Luam, Mall, Mar, Froechar, Femar, Faible, Foroll, Cipir, Torrian, Tamall, Tam, Abbu, Allu, Baichne, Sille i Ebliu. Oni dolaze u Irsku prije potopa. Bio je to 1. val naseljavanja.
- Drugi val su Partoloni (partholoni),  "oni koji su odavno otišli na drugu stranu", narod poznat iz oralnih tradicija kao prvi doseljenici koji su ubrzo nestali. Bijahu podrijetlom iz Grčke ili Mediterana. Pristali su uz Kenmare u West Kerryju i nastanili Saimher.
- Treći su Nemedi, podrijetlom iz Skitije. Znali su obrađivati tlo, a uzgajali su i konje i krave. Ovaj narod nestat će dolaskom sljedećih, a to su
- Četvrti, Fomori, pomorski narod čiji su vladari Conaing i Morc Nemedima nametnuli porez u novorođenoj djeci, što će Nemede na kraju dovesti do izumiranja.
- Peti su Fir Bolg ili  'Ljudi s torbama' , vješti graditelji kamenom.
- Šesti Tuatha Dé Danann.
- Sedmi Milesijanci, Sinovi Milovi ili Geli. Potomci ovih naroda današnji su Irci.

## Jezik
Irski jezik (gaeilge) pripada goidelskoj skupini keltskih jezika kojim (1983.) govori oko 260 000 Iraca u Irskoj, a ukupno oko 355 000 širom svijeta. Ima nekoliko dijalekata: južni, zapadni i alsterski (donegalski ili sjeverni). 

## Povijest
Sve do željeznog doba, koje će na otoku započeti dolaskom prvih keltskih plemena, od kojih prvi val dolazi oko 600. prije Krista i drugi oko 300. prije Krista, vladala je gradnja monumentalnih megalitskih grobnica. Grade ih još neolitski stanovnici, a gradnju grobnica nastavljaju i narodi brončanog doba koje je započelo oko 2000. prije Krista. Pristigli Kelti isprva su imali oko 150 malenih tuatha (kraljevstava), svako neovisno pod izabranim kraljem. Ova brojna kraljvstva ujedinit će se u 5: 
1. Connacht (Connaught), koji je obuhvaćao današnje okruge Cavan (sada dio Ulstera. Ovdje je živjelo pleme Ernaigh, ili Erdini), Galway (pleme Auteri), Leitrim (pleme Ernaigh), Mayo (pleme Nagnatae), Roscommon (pleme Auteri) i Sligo (pleme Nagnatae). U Connachtu irski tekstovi spominju rana plemena Fir Chraíbe, Tuatha Taíden, Gamanrad, Cattraige, Dál nDruithne, Gabraige Succa, Bolg Tuath Bagna (Badhna), Domnainn,  Clann Úmóir, Fir na Craibhe,  Fir Olnegmact (fir Ól nÉcmacht; od Gamanraige i Tuatha Taiden).
2. Laigin (Leinster). Prije je ovdje vladalo pleme Fir Domnann, koje je pripadalo Fir Bolgima. Od 9. stoljeća, južne i središnje predjele kontrolira dinastija Uí Cheinnselaig i srodna plemena Uí Dega i Uí Drona. Sjever kontrolira od 7. stoljeća dinastija Uí Dúnlainge koja se u 8. stoljeću podijelila na septove Uí Muiredaig, Uí Dúnchada i Uí Fáeláin. Plemena Leinstera ili Laigina podrijetlom su od Cú Corba. Ovaj je imao sinove Messcorba, od kojeg su potekla plemena Dál Messin Corb i Uí Garrchon (Ua Ferghaile ili O'Farrelly), kasnije se označavaju kao  'Savezna plemena'  ili Fortuatha; Cairprea, od kojeg je poteklo pleme Dál Cairpre Arad na području današnjeg Munstera; Corbmaca, od kojeg su potekla plemena Dál Cormaic, Uí Gabla, Uí Labrada i Uí Buide (O'Kealy); i Nia Corba, od kojeg su potekli Cathair Móra i Maine Mála. Cathair Mór predak je Tri plemena Leinstera. Maine Mál je predak Uí Máila.
3. Mide (Meath; Srednje kraljevstvo), obuhvaćalo je današnje grofovije Meath i Westmeath.
4. Mumhan (Munster). Ovo kraljevstvo naziva se i Muma, Mumha, Mumu, Muinhneach, Mumhain. Ovo područje obuhvaća grofovije Cork, Kerry, Limerick, Tipperary i Waterford. U Corku su živjela plemena Erainn, Maritine, Corca Loigde, Muscraige i Uí Liathain. Grofovija Kerry dom je bio plemenima Ciarraige, Corco Duibne, Uí Cairpri Luachra i Éoganacht Locha Lein. U Limericku plemena Uí Fidgeinte, Uaithne, Corca Oiche, Orbraige, Uí Cairbre Eaodhe, Uí Conaill Gabra, Muscraige Luachra i Eoghanacht Aine. U Tiperraryju Eile, Deisi Thuasgeart, Muscraige Tire, Dal Cairpri Araide (?) i Éoganacht Caissil. U grofoviji Waterford: Deisi Mumhan, Magh Femin, Uí Liathain i Coscraidh. Gradove koji nose imena okruga osnovali su Vikinzi u 9. ili 10 stoljeću
5. Uladh (Ulster). Dominirale su dinastije Dal nAriade i Dal Fiatach. U ovom kraju spominju se i plemena Oirghialla i Uí Neill.

U svojoj daljoj povijesti Irci će dolaziti u kontakt s civilizacijama Europe, ali nikad neće pasti pod vlast Rimskog Carstva, s kojim će biti jedino kulturnih i gospodarskih veza preko Britanije i Galije. Kršćanstvo primaju doalskom katoličkih misionara u sv. Patricka (432) i sv. Palladiusa (430). U 6. i 7. stoljeću osnivaju se samostani koji postaju središta razvoja skolastike. Sedam kraljevstava koja su nastala oko 500. godine ujedinjuju se u 10. stoljeću u labav savez kojim vlada tek jedan vladar, Ard Ri (veliki kralj), koji nosi naslov kralja cijele Irske Ard Ri Eireann. Čitavo to vrijeme irski otok napadaju Normani. Normani osnivaju gradove-države, kao Waterford i Limerick. Borba protiv Normana započinje osvajanjem Limericka (967), a konačnu pobjedu odnosi Clontarf (1014). Protjerivanjem Normana s otoka u 11. i 12. stoljeću irska kraljevstva zaratiše među sobom u borbi za prevlast. Neki Dermot mac Murrought, kralj Leinstera, zatraži pomoć Engleza, nakon što ga je protjerao kralj čitave Irske, Ruaidhri na Conchubour. Henrik II, engleski kralj, pošalje svoju vojsku pod vodstvom Richarda de Clarea, koji osvoji gradove Dublin, Waterford i Wexford. Henrik II nakon toga dođe u Irsku i proglasi se Gospodarom Irske. Ovim sukobom, koji je potrajao od 1171. do 1175., Englezi će se ugnijezditi na irskom otoku. Uslijedit će mnoge pobune i ustanci i krvava razračunavanja. Invazijom Škota na Irsku (1315) dolazi do privremenog engleskog sloma, ali je 1318. u bici kod Dundalka engleska vlast opet obnovljena. Engleski kralj Eduard II 1329. uspostavlja velike grofovije, oduzimajući imanja irskim plemićima i klanovima, te ih dodjeljuje Normanima. Irci se, pak, počinju stapati s Normanima. Normani u tzv. Angloirce, koji postaju privilegirana socijalna klasa. Oni ojačaše, a engleska vlast svela se na područje oko Dublina, The Pale. Englezi imaju problema i na svom otoku, došlo je do poznatog rata dviju ruža. U Irskoj za to vrijeme zavladaju grofovi od Kildarea, Desmonda i Ormonda i uspostave plemićku oligarhiju. Irskom će opet ovladati dinastija Tudor. Kralj Henrik VII ograničava vlast irskog parlamenta, a Henrik VIII 1541. zavlada čitavim otokom. Uvodi prisilne reformacije i naseljava protestantsko stanovništvo. Izbijaju pobune. Irce predvodi Aodh Mór Ó Néill, ali je 1601. poražen kod Kinsalea. Nakon ovog irskog poraza uslijedit će represalije nad irskim stanovništvom. Oliver Cromwell mijenja sastav stanovništva Sjeverne Irske. Dolazi do masovnih iseljavanja jer se Ircima (katolicima) oduzima zemlja i naseljavaju se Englezi (protestanti). Borba za neovisnost potrajat će i kroz 17, 18. i 19. stoljeće sve do 1921., kad su šestog dana 9. mjeseca proglasili neovisnost. Do kraja 18. stoljeća, preko 90% zemlje bit će u rukama Engleza i Angloiraca. Godine 1798. osnivaju se Ujedinjeni Irci (United Irishmen) koji povedu ustanak, ali je ipak 1.1. 1801. proglašeno Kraljevstvo Britanije i Irske. Irci gube zaseban parlament, koji je sada dvodoman, a katolici nisu ni mogli sudjelovati u političkom životu. Irska se eksploatira. U 19. stoljeću Irci su prisiljeni bježati s otoka, pa se iseljavaju. Velika krumpirova glad 1850-ih godina usmrtila je preko 1 000 000 Iraca, a preko 1 200 000 ih je iselilo. Od 1841. do 1901. broj Iraca na otoku sveden je s 8.2 milijuna na 4.5 milijuna. U drugoj polovici 19. stoljeća i u ranom 20. stoljeću javljaju se razni pokreti i lige kao Liga za samoupravu (1873; Home Rule League), Irski zemaljski savez (1879; Irish Land League), Ujedinjeni irski savez (1900; United Irish league) i 1905. Sinn Féin, odnosno  'Mi sami' , koji se počeo boriti za potpuno samostalnu Irsku, a osnovao ga je Arthur Griffith. Sin Fein organizira irske dragovoljačke postrojbe pa je 1914. cijela zemlja u ratu. Nakon Prvog svjetskog rata, u siječnju 1919. sastaju se u Dublinu zastupnici Donjeg doma, točnije članovi Sin Feina. Konstituirali su se kao Dáil Éireann (neovisna irska narodna skupština) i proglasili neovisnost Irske i uspostavili privremenu vladu na čijem je čelu Éamon de Valera (1882–1975). Engleska vlada ne priznaje ovaj akt, pa se pripadnici Sinn Feina organiziraju u Óglaigh na hÉireann (odnosno Irsku republikansku armiju; IRA). Opet se rasplamsao rat, pa je 1920. britanski parlament prisiljen izglasati novi zakon. Arthur Griffith i Michael Collins 6. prosinca 1921. potpisuju s Davidom Lloydom Georgeeom zakon o dominionskom statusu Irske, ali se odriču zahtjeva o Sjevernoj Irskoj. Sljedeće godine, 1922., nastat će Irska aslobodna država Saorstát Éireann.

## Etnografija

### Ples i glazba
Tradicionalni irski glazbeni instrumenti su harfa (keltska harfa, jedan od simbola Irske) i uilleann-gajde i bubanj-bodhrán. Harfa je stara najmanje 5 000 godina, a u Irskoj je prisutna preko 1 000 godina. Njoj u Irskoj prethodi crot ili cruit, stara keltska šestostruna violina i na velškom jeziku danas nazivana Crwth. Bubanj-bodhrán izrađen je od drveta i ima rastegnutu kozju kožu. Po njemu se udara dvoglavim cipin-batićem. U tradicionalne instrumente treba pridodati i irsku frulu sa šest rupa. Irska frula ili  'tin whistle'  poznata je još iz prastarih vremena kad se izrađivala od šupljih kostiju. U ranom 19. stoljeću javlja se i končertina, glazbalo nalik harmonici čiji se pronalazak zahvaljuje Charles Wheatstoneu, izumitelju stereoskopa.  
Ples kod Iraca može se javljati kao tradicionalni socijalni ples céilí (po irskoj ortografiji), kod Škota poznat kao Céilidh. Pleše ga neograničen broj osoba. Neki među ovim plesovima poznati su kao Baint An Fhéir (Haymakers Jig; uobičajeno ga pleše 10 osoba), Cor na síóg (The fairy reel; za šest osoba), Sweets of May (za četiri para), Ballaí Luimní (The Walls of Limerick; dva para), Ionsaí na hInse (Siege of Ennis; za osam osoba). Nadalje Bridge of Athlone, Galway Reel (za tri osobe) i Circle Reel (ili Big Circle Reel; neograničen broj plesača).

### Kuhinja
U povijesti irske kuhinje postoje tri različita perioda, to su rani irski period koji je datirao od najkasnije 5000. prije Krista pa do 1500-ih dolaskom krumpira iz Amerike. Dolaskom krumpira 1570. iz Amerike u Europu, on se brzo širi. U Irsku dolazi oko 1580, a na otoku je tada živjelo oko 1 000 000 ljudi. Do 1840. broj stanovnika se uosmostručio, a od njih 8 000 000, većina su siromašni. Krumpir i mlijeko svakodnevna su hrana Iraca. Do 8. stoljeća na otoku nije bilo obrađivača tla, pa su skupljali razno jestivo lišće, korijenje i gljive. Jedino uzgojeno voće do 1600-ih je jabuka, a povrtlarstvo i voćarstvo u široj mjeri uvode engleski kolonisti koji se naseljavaju sredinom 17. stoljeća. Krumpir, kupus i meso (janjeće, ovčje ili goveđe) osnovne su sirovine tradicionalne irske kuhinje. Kruh kao svakodnevna hrana počeo se uzimati od 16. stoljeća. Danas se priprema na različite načine, ponekad sa sodom (NaHCO3), soda bread, i na sjeveru kao brown soda bread ili kao Báirín Breac, tradicionalni irski kruh, fadge ili potato bread, etc.  Poznata irska janjetina jede se s pogačom soda bread. Poznata irska jela danas su cál ceannan (colcannon; velški "cawl cennin"), nettle soup (juha od koprive; Urtica dioica), spotted dog, križanac kruha i kolača koji se poglavito jede namazan maslacem, božićni puding ili plum pudding i usoljena i usitnjena konzervirana govedina, corned beef.
Irska oslonjenost na krumpir kao glavni izvor hrane pokazala je svu slabost kad je zbog onda nepoznate bolesti krumpira (radilo se o soju plamenjače odnosno krumpirove plijesni) i genocidne mjere o izvozu hrane iz Irske u Englesku usprkos tomu što u Engleskoj nije vladala glad, a u Irskoj jest, te ovrha kojima su raseljeni na stotine tisuća Iraca koji su emigrirali, izbila je Velika glad koja je trajala od 1846. do 1851. godine, od koje je umrlo preko milijun Iraca i oko dva milijuna iselilo.

### Sveti Patrik (Naomh Pádraig)
Dan sv. Patrika (Lá Fhéile Pádraig), sveca zaštitnika, najznačajniji je dan kalendara među Ircima, kojega proslavljaju 17. ožujka. Sv. Patrika, donosioca kršćanstva u Irsku, proslavljaju milijuni Iraca širom svijeta. U Irskoj je Lá Fhéile Pádraig državni blagdan. Na taj dan odlazi se u crkvu i moli za misionare širom svijeta, nosi se zelena odjeća, pije zeleno pivo i pjevaju tradicionalne pjesme, kao što je "The Unicorn". Svoj blagdan Irci su donijeli sa sobom i u druge države, posebno u SAD, gdje se za taj dan priređuju parade.
Vjeruje se da je sv. Patrik (možda identičan sv. Palladiusu) od pape poslan u Irsku gdje mu je misija trajala oko 30 godina. Umro je 17. ožujka 461., nakon povlačenje iz misijskog posla. Djetelina, koja se nosi na ovaj blagdan, jedan je od simbola dana sv. Patrika. Poslužila je svecu da objasni sveto trojstvo, objašnjavajući kako listovi predstavljaju Oca, Sina i Duha Svetog. Svaki list je zaseban, a predstavlja jednu cjelinu, Oca, Sina i Duha Svetog, tri osobe u jednoj. 
Svetom Patriku pripisuje se i otjerivanje zmija s otoka. Danas ih tamo nema, a moguće da ih nije nikada ni bilo.
Najveće parade za Lá Fhéile Pádraig održavaju se u New Yorku, Dublinu, kao i po još nekim drugim gadovima u SAD-u, Kanadi, a od 1996. počeo se održavati i u njemačkom gradu Münchenu. Narodni plesovi set dances ili "country sets" temelje se na kvadrilama, a plešu se u četiri para (osam plesača). Na području frankofonskih Malih Antila poznat je kwadril.

## Zanimljivosti
U borbu za obranu Hrvatske od velikosrpske agresije dragovoljno se uključio jedan Irac, Thomas Crowley. Borio se na novljanskom, jasenovačkom, livanjskom, mostarskom ratištu, Popovu polju, Maslenici, oslobađanju Škabrnje, kod Biograda, na drniškom, Svilaji, Donjem Selu i južnom ratištu. Vodio je kampove za uvježbavanje vojske. Poginuo je 10. lipnja 1995. godine, a na taj dan, 17 godina poslije, na završnom turniru europskog nogometnog prvenstva, utakmicu su igrale Hrvatska i Irska.

## Vanjske poveznice
- Welcome To The Irish Culture
- Sin Fein